# Roberto Figueroa
Roberto Figueroa (Montevidéu, 20 de março de 1906 - Montevidéu, 24 de janeiro de 1989) foi um futebolista uruguaio que disputou os Jogos Olímpicos de 1928, em Amsterdã, onde obteve a medalha de ouro.

## Carreira
Era extremo esquerda do Montevideo Wanderers quando foi para a aventura olímpica. Participou da final, na qual os uruguaios venceram os eternos rivais argentinos por 2 a 1.

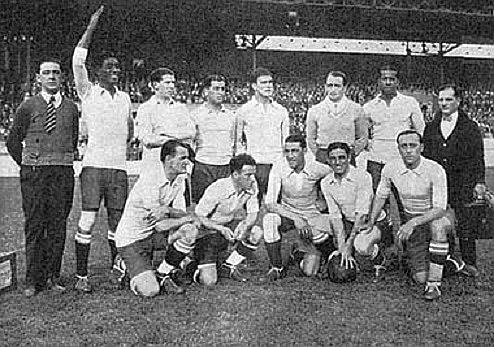
Equipe uruguaia de 1928